# Flinders Street Station

stacja Flinders Street oraz skrzyżowanie ulic Flinders Street oraz Swanston Street, 1927

Flinders Street Station – główna stacja kolejowa Melbourne, położona w ścisłym centrum miasta przy skrzyżowaniu ulic Flinders Street i Swanston Street, nad rzeką Yarra. Jest stacją początkową dla wszystkich linii kolejki miejskiej Melbourne. Dziennie 1,5 tys. pociągów przewozi ok. 110 tys. pasażerów. Przewozy obsługiwane są przez firmy MTM (sieć metropolitalna) i V/Line (przewozy regionalne).